# Dyrehavsbakken
Dyrehavsbakken často zvaný jen Bakken je dánský zábavní park v obci Lyngby-Taarbæk nedaleko Kodaně, asi 10 kilometrů na sever od jejího centra. Byl otevřen již roku 1583, což z něj činí nejstarší zábavní park na světě, a jako takový je i zapsán v Guinnessově knize rekordů. S 2,5–2,9 miliony návštěvníků ročně je druhou největší turistickou atrakcí v Dánsku, po zábavním parku Tivoli.
Místo se v 16. století stalo oblíbené původně kvůli přírodnímu pramenu vody, který přitahoval mnoho Kodaňanů kvůli špatné kvalitě vody v centru Kodaně. Davy přitahovaly baviče a prodavače, čímž spontánně vznikl zábavní park, což král, jemuž pozemky patřily, respektoval. V roce 1669 se král Frederik III. rozhodl oblibu místa ještě posílit a vybavil ho malou zoo. Jeho syn Kristián V. v roce 1671 park sice pro širokou veřejnost uzavřel, Frederik V. ho však roku 1756 znovu nechal zpřístupnit všem návštěvníkům. Oblibu ještě zvýšila možnost dopravit se na místo parníkem (1820) a železnicí (1864). V 19. století se oblíbenými místy zábavy staly kabarety a cirkusy, od začátku 20. století se objevily automatizované pohybové atrakce - roku 1932 byla otevřena dřevěná horská dráha Rutschebanen, která funguje dodnes.
Maskotem parku je klaun Pjerrot, který vystupuje každý den pro malé děti. V parku se často konají i živá hudební vystoupení. Gastronomický sektor nabízí rychlé občerstvení u stánků i luxusní restaurace. Bakken je otevřen denně od konce března do konce srpna. Na rozdíl od Tivoli vstup do Bakkenu není zpoplatněn, platí se jen za jednotlivé atrakce.